# Ouratea pendula
Ouratea pendula là một loài thực vật có hoa trong họ Ochnaceae. Loài này được Poepp. ex Engl. mô tả khoa học đầu tiên năm 1876.